# Rajozozaur
Rajozozaur (Rayososaurus) – rodzaj zauropoda znanego z częściowej łopatki, niekompletnej kości strzałkowej i udowej. Szczątki te zostały odkryte w datowanych na apt osadach argentyńskiej formacji Rayoso na terenie prowincji Neuquén. Przypominająca kształtem rakietę łopatka wskazuje na przynależność rajozozaura do Rebbachisauridae. Niektóre cechy sugerują, że rajozozaur jest bardziej bazalny niż inni przedstawiciele tej grupy (Bonaparte w jego opisie uznał go za jej najbardziej prymitywniejszego przedstawiciela). Niektórzy badacze negowali ważność rodzaju Rayososaurus, twierdząc, że jest on synonimem rebbachizaura (Calvo i Salgado) bądź limajzaura, choć materiał kopalny posiada cechy mogące bronić odrębności tego taksonu. Nazwa  rodzajowa Rayososaurus pochodzi od nazwy formacji, w której odkryto jego skamieniałości, oraz greckiego słowa sauros – „jaszczur”, często stosowanego w nazwach dinozaurów i innych kopalnych gadów.